# 三上陽輔
三上 陽輔（みかみ ようすけ、1992年5月5日 - ）は、北海道出身の元プロサッカー選手。現役時代のポジションはミッドフィールダー、フォワード。ガイナーレ鳥取キラーとして知られているほかに、アディショナルタイムでの得点が多い。

## 経歴
北海道出身。札幌光陽小学生時代は札幌FC、フォーザSCに所属した。

### コンサドーレ札幌U-15
| 年   | 大会               | 背番号 | 出場 | 得点 |
| ---- | ------------------ | ------ | ---- | ---- |
| 2005 | クラブユース選手権 | 25     | 0    | 0    |
| 2006 | クラブユース選手権 | 14     | 3    | 0    |

2005年にコンサドーレ札幌U-15に入団(札幌市立光陽中学校)。2005年4月、U-13日本選抜として中国遠征に参加。
1年目はクラブユース選手権に帯同し、グループリーグ1戦目 と3戦目 にベンチメンバーに入った。
2年目はクラブユース選手権でグループリーグ3試合すべてに途中出場した。1戦目は前半29分から途中出場。2戦目は後半7分から途中出場。3戦目は後半開始から途中出場。

### コンサドーレ札幌U-18
| 年   | 大会               | 背番号 | 出場 | 得点 |
| ---- | ------------------ | ------ | ---- | ---- |
| 2008 | プリンスリーグ     | 14     | 6    | 5    |
| 2008 | クラブユース選手権 | 14     | 0    | 0    |
| 2008 | 知事杯             | 14     | 0    | 0    |
| 2008 | 高円宮杯           | 14     | 0    | 0    |
| 2008 | Jユースカップ      | 14     | 1    | 1    |
| 2009 | プリンスリーグ     | 11     | 6    | 5    |
| 2009 | クラブユース選手権 | 11     | 4    | 0    |
| 2009 | 知事杯             | 11     | 1    | 0    |
| 2009 | 高円宮杯           | 11     | 3    | 2    |
| 2009 | Jユースカップ      | 11     | 7    | 4    |
| 2010 | プリンスリーグ     | 9      | 5    | 6    |
| 2010 | クラブユース選手権 | 9      | 0    | 0    |
| 2010 | 知事杯             | 9      | 0    | 0    |
| 2010 | 高円宮杯           | 9      | 5    | 3    |
| 2010 | Jユースカップ      | 9      | 2    | 0    |

2008年、コンサドーレ札幌U-18に昇格。高校は札幌新川高校に進学した。
1年目はプリンスリーグに計6試合出場し、5得点を挙げた。プリンスリーグ第4節では後半15分から出場し、ハットトリックを決めた。三上は7月中旬に負傷し、3ヶ月にわたって実戦から離れた。
2年目はクラブユース選手権でグループリーグ3試合および準々決勝の計4試合に先発出場した。グループリーグ1戦目は後半6分に途中交代。2戦目は後半12分に途中交代。3戦目は後半10分に途中交代。準々決勝は後半22分に途中交代。
高円宮杯にはグループリーグ3試合に出場。1戦目は前半42分と後半1分に得点を挙げ、後半34分に途中交代。2戦目は後半31分に途中交代。3戦目はフル出場した
。
2010年のクラブユース選手権には、負傷のため参加せず。

### コンサドーレ札幌
2009年の熊本キャンプから定期的にコンサドーレ札幌のトップチームの練習に参加。2010年3月19日、2種登録選手としてトップチームへの登録がなされ、背番号31が与えられた。
トップチーム初出場は2010年5月30日のJ2第15節富山戦であった。三上は先発出場し、後半42分までプレーした。試合後、札幌広報事業部の三浦雅之は「得点を演出した、ボールへの執着心は大したものだ」と評価した。三上は続くJ2第16節草津戦にも先発出場し、後半11分までプレーした。
トップチームでの初ゴールは2010年10月16日、札幌厚別公園競技場でのJ2第30節甲府戦であった。後半4分、甲府陣内左サイド深い位置でのパス回しからMF高木純平が出したグラウンダーのクロスに、ゴールエリア右側に走り込んだ三上が左足で合わせてゴールを決めた。この得点シーンについて三上は試合後、「左サイドで完全に崩していたので、ゴール前で信じて待っていました」とコメントした。当初三上のトップチーム帯同はこの試合までの予定であったが、この試合後、クラブ側の希望により帯同スケジュールは次節の富山戦まで延長となった。
三上は2010年10月24日のJ2第31節富山戦にも先発出場し、後半21分までプレーした。またこの日、札幌は三上の来季トップ昇格を内定した。クラブ側は「最終判断は育成部との話し合いになるが、能力的には申し分ない」との評価を示し、石崎信弘監督は「今のチームの中で（先発する）実力がある」と賛辞を送った。三上自身もプロ入りを希望し、沖田優コーチは「キャプテンシーが出てくれば重要な選手に育つ」と評した。クラブは三上のトップチーム帯同を富山戦で一時終了とし、今後は学業との両立に配慮して週末限定での帯同とする方針を固めた。2010年シーズンは、甲府戦と熊本戦で得点した。その後2010年11月4日、札幌は三上と仮契約を締結し、2011年シーズンからトップチームに昇格する旨を発表し、2011シーズンは鳥取戦で2得点した。2013年は、4月に右膝外側側副靭帯損傷で全治6〜8週、松本山雅戦、鳥取戦、横浜FC戦、岡山戦 で得点した。

### カターレ富山
2013年シーズン終了後、契約満了により札幌を退団し、2014年シーズンよりカターレ富山へ移籍。札幌退団後、富山の練習に参加した三上は、練習終了後加入を即決した。チームはJ3に降格した。
2015年、岸野監督指揮下において、球際の強さや運動量を評価され5月初旬よりボランチにコンバート、後任の澤入監督下では右サイドバックで起用された。山口戦と藤枝戦 でと二試合連続得点する。
2016年は琉球戦 で2得点、大分戦、鳥取戦(終了間際)で3得点、計自己最多6得点を記録する。

### AC長野パルセイロ
2017年、AC長野パルセイロへ完全移籍、キーパー股抜きで鹿児島戦、鳥取戦(四回目のブレイス) で得点する。2018年、FC東京U-23戦、終了間際の秋田戦、富山戦、終了間際の琉球戦 でゴールした。2019年は、岩手戦、讃岐戦、ガンバU-23戦、YS横浜戦 と天皇杯新潟医療福祉大戦 でスコア。

### ブラウブリッツ秋田
2020年、ブラウブリッツ秋田へ完全移籍、J3優勝に貢献する。2021年は琉球戦で終了間際に同点ゴールをし、2022年は千葉戦で得点をした。2023年第14節栃木戦で、梶谷が相手キーパー川田にプレスで迫るとミスキックを誘発し、三上がうまく反応して先制ゴールをし、ごっつぉ庵賞受賞、試合も勝利した。
2024年2月、現役引退を表明した。

## 個人成績
| 国内大会個人成績 | 国内大会個人成績 | 国内大会個人成績 | 国内大会個人成績 | 国内大会個人成績 | 国内大会個人成績 | 国内大会個人成績 | 国内大会個人成績 | 国内大会個人成績 | 国内大会個人成績 | 国内大会個人成績 | 国内大会個人成績 |
| 年度             | クラブ           | 背番号           | リーグ           | リーグ戦         | リーグ戦         | リーグ杯         | リーグ杯         | オープン杯       | オープン杯       | 期間通算         | 期間通算         |
| 年度             | クラブ           | 背番号           | リーグ           | 出場             | 得点             | 出場             | 得点             | 出場             | 得点             | 出場             | 得点             |
| 日本             | 日本             | 日本             | 日本             | リーグ戦         | リーグ戦         | リーグ杯         | リーグ杯         | 天皇杯           | 天皇杯           | 期間通算         | 期間通算         |
| ---------------- | ---------------- | ---------------- | ---------------- | ---------------- | ---------------- | ---------------- | ---------------- | ---------------- | ---------------- | ---------------- | ---------------- |
| 2010             | 札幌             | 31               | J2               | 10               | 3                | -                | -                | 1                | 0                | 11               | 3                |
| 2011             | 札幌             | 22               | J2               | 12               | 2                | -                | -                | 1                | 0                | 13               | 2                |
| 2012             | 札幌             | 22               | J1               | 2                | 0                | 4                | 0                | 0                | 0                | 6                | 0                |
| 2013             | 札幌             | 22               | J2               | 13               | 4                | -                | -                | 1                | 0                | 14               | 4                |
| 2014             | 富山             | 15               | J2               | 17               | 0                | -                | -                | 0                | 0                | 17               | 0                |
| 2015             | 富山             | 11               | J3               | 27               | 2                | -                | -                | -                | -                | 27               | 2                |
| 2016             | 富山             | 11               | J3               | 27               | 6                | -                | -                | 2                | 0                | 29               | 6                |
| 2017             | 長野             | 19               | J3               | 15               | 3                | -                | -                | 1                | 0                | 16               | 3                |
| 2018             | 長野             | 19               | J3               | 24               | 4                | -                | -                | 1                | 0                | 25               | 4                |
| 2019             | 長野             | 19               | J3               | 34               | 4                | -                | -                | 2                | 1                | 36               | 5                |
| 2020             | 秋田             | 14               | J3               | 6                | 0                | -                | -                | 0                | 0                | 6                | 0                |
| 2021             | 秋田             | 14               | J2               | 23               | 1                | -                | -                | 1                | 0                | 24               | 1                |
| 2022             | 秋田             | 14               | J2               | 32               | 1                | -                | -                | 1                | 0                | 33               | 1                |
| 2023             | 秋田             | 14               | J2               | 25               | 2                | -                | -                | 0                | 0                | 25               | 2                |
| 通算             | 日本             | 日本             | J1               | 2                | 0                | 4                | 0                | 0                | 0                | 6                | 0                |
| 通算             | 日本             | 日本             | J2               | 132              | 13               | -                | -                | 5                | 0                | 137              | 11               |
| 通算             | 日本             | 日本             | J3               | 133              | 19               | -                | -                | 6                | 1                | 139              | 20               |
| 総通算           | 総通算           | 総通算           | 総通算           | 267              | 32               | 4                | 0                | 11               | 1                | 282              | 31               |

- 2010年はユース所属。
- Jリーグ初出場 - 2010年5月30日 J2 第15節 対カターレ富山戦（厚別）先発
- Jリーグ初得点 - 2010年10月16日 J2 第30節 対ヴァンフォーレ甲府戦（厚別）

## タイトル
ブラウブリッツ秋田
- J3リーグ：1回（2020年）